# Mistrzostwa Polski w Biathlonie 2006
40. Mistrzostwa Polski w biathlonie 2006 rozegrano w Kościelisku – Kirach w dniach 4–8 kwietnia 2006.

## Mężczyźni

### Sprint – 10 km
| M | Zawodnik            | Klub                | Czas    | Kary |
| - | ------------------- | ------------------- | ------- | ---- |
| 1 | Tomasz Sikora       | NKS Dynamit Chorzów | 24:51,9 | 1    |
| 2 | Krzysztof Pływaczyk | AZS AE Wrocław      | + 34,1  | 1    |
| 3 | Michał Piecha       | AZS AWF Katowice    | + 53,0  | 0    |

Data: 4.04.2006

### Bieg pościgowy – 12,5 km
| M | Zawodnik            | Klub             | Czas     | Kary |
| - | ------------------- | ---------------- | -------- | ---- |
| 1 | Michał Piecha       | AZS AWF Katowice | 34:22,6  | 1    |
| 2 | Krzysztof Pływaczyk | AZS AE Wrocław   | + 1:30,5 | 3    |
| 3 | Grzegorz Bodziana   | AZS AWF Katowice | + 2:24,8 | 1    |

Data: 5.04.2006

### Bieg indywidualny – 20 km
| M | Zawodnik            | Klub               | Czas     | Kary |
| - | ------------------- | ------------------ | -------- | ---- |
| 1 | Krzysztof Pływaczyk | AZS AE Wrocław     | 54:14,5  | 3    |
| 2 | Sylwester Kulig     | BKS WP Kościelisko | + 50,8   | 3    |
| 3 | Grzegorz Bodziana   | AZS AWF Katowice   | + 1:56,9 | 5    |

Data: 8.04.2006

### Sztafeta 4×7,5km
| M | Klub                 | Zawodnicy                                                         | Czas      | Kary   |
| - | -------------------- | ----------------------------------------------------------------- | --------- | ------ |
| 1 | AZS AWF Katowice     | Krzysztof Uklejewicz Grzegorz Bodziana Łukasz Witek Michał Piecha | 1:31:22,3 | 1 + 6  |
| 2 | BKS WP Kościelisko I | Sylwester Kulig Andrzej Kubica Wiesław Ziemianin Adam Kwak        | + 51,1    | 0 + 14 |
| 3 | AZS AE Wrocław       | Mirosław Kobus Mariusz Leja Krzysztof Pływaczyk Paweł Lasek       | + 3:58,7  | 6 + 18 |

Data: 6.04.2006

## Kobiety

### Sprint – 7,5 km
| M | Zawodniczka       | Klub                        | Czas    | Kary |
| - | ----------------- | --------------------------- | ------- | ---- |
| 1 | Krystyna Pałka    | AZS AWF Katowice            | 24:13,6 | 0    |
| 2 | Magdalena Gwizdoń | BLKS Żywiec                 | + 0,5   | 3    |
| 3 | Magdalena Nykiel  | MKS Karkonosze Jelenia Góra | + 15,8  | 2    |

Data: 4.04.2006

### Bieg pościgowy – 10 km
| M | Zawodniczka       | Klub                        | Czas     | Kary |
| - | ----------------- | --------------------------- | -------- | ---- |
| 1 | Magdalena Gwizdoń | BLKS Żywiec                 | 38:58,2  | 5    |
| 2 | Krystyna Pałka    | AZS AWF Katowice            | + 2:37,0 | 7    |
| 3 | Agnieszka Grzybek | MKS Karkonosze Jelenia Góra | + 2:47,3 | 6    |

Data: 5.04.2006

### Bieg indywidualny – 15 km
| M | Zawodniczka        | Klub               | Czas    | Kary |
| 1 | Magdalena Gwizdoń  | BLKS Żywiec        | 44:11,8 | 2    |
| 2 | Krystyna Pałka     | AZS AWF Katowice   | + 4,3   | 1    |
| 3 | Katarzyna Ponikwia | BKS WP Kościelisko | + 24,9  | 1    |

Data: 8.04.2006

### Sztafeta 4×6km
| M | Klub                          | Zawodniczki                                                       | Czas      | Kary   |
| - | ----------------------------- | ----------------------------------------------------------------- | --------- | ------ |
| 1 | AZS AWF Katowice              | Paulina Bobak Krystyna Pałka Tiffany Tyrała Magdalena Grzywa      | 1:32:25,5 | 2 + 8  |
| 2 | MKS Karkonosze Jelenia Góra I | Magdalena Nykiel Kamila Czerniak Izabela Daniło Agnieszka Grzybek | + 3:41,7  | 4 + 14 |
| 3 | BKS WP Kościelisko            | Katarzyna Ponikwia Karolina Pitoń Jadwiga Galica Izabela Hobot    | + 5:42,4  | 2 + 10 |

Data: 6.04.2006